# Heubach (Kinzig)
Der Heubach (bei Schiltach) ist ein kleiner, mit teils starkem Gefälle daherkommender rechter Nebenfluss der Kinzig. Er liegt in Baden-Württemberg in den Landkreisen Ortenaukreis und Rottweil. Als Heubach (Haibich, im Volksmund genannt), wird jedoch auch das ganze Tal bezeichnet (Heubachtal). Es ist ca. sieben Kilometer lang.

## Name
Der Bach wird 1483 als Hegbach urkundlich erwähnt. Der Name leitet sich von althochdeutsch *hegin für 'Dornstrauch, Dornhecke' ab.

## Verlauf

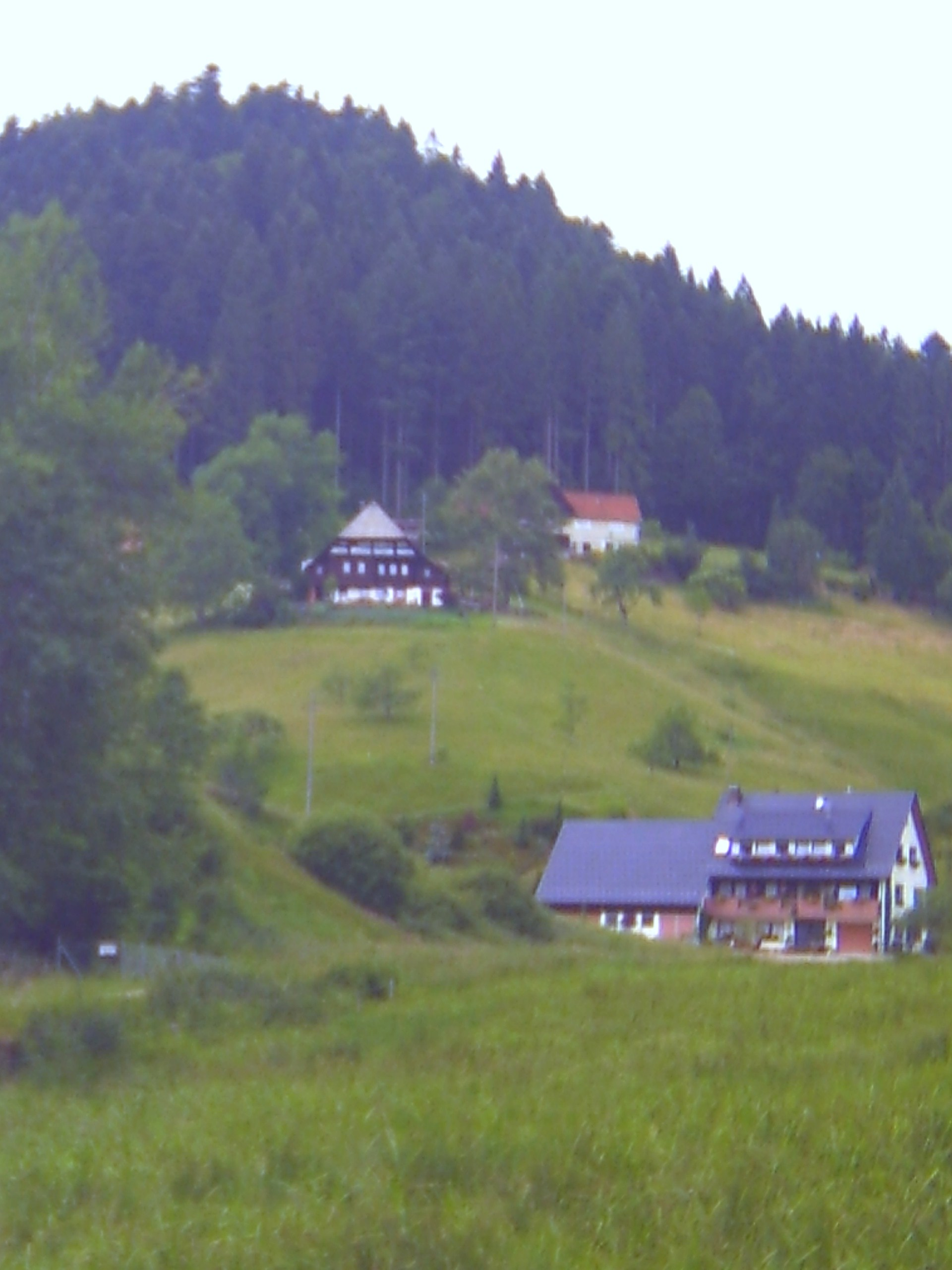
Im Hinter-Heubach (Heubachtal)

Die Quelle liegt südlich der Salzlecke 760 m. Das Wasser fließt durch den Hinter-Heubach, eine ehemalige Holzhauer-Streusiedlung die zum Schenkenzeller Ortsteil Kaltbrunn gehört.
Der Bach fließt in südlicher Richtung durch das enge Tal an mehreren einzelnen Häusern, ehemaligen Mühlen und Gehöften vorbei, wobei er rechter Hand auf die Gemarkung Kinzigtal trifft, ein Stadtteil von Wolfach, links Gemarkung Schenkenzell.
Im vorderen Teil des Tales kommt der Bach dann schließlich in die Gemarkung und Stadt Schiltach und damit endgültig ans Ziel. Die Mündung in die Kinzig ist erreicht in Schiltach am Bahnhof.

## Geschichte

### Flößerei im Heubachtal
Der Heubach war zu Flößereizeiten ein wichtiger Floßweg, auch wenn man sich das heute in Anbetracht der Enge und des Gefälles des Tales kaum mehr vorstellen kann.
Am Floßweiher im hinteren Heubach wurde das Wasser gestaut, um dann mit den Flößern den Weg hinunter zur Kinzig zu finden.
Im berüchtigtsten Teilstück, der sogenannten Hölle, der Name entsprach der Gefährlichkeit, kam so mancher Flößer ums Leben.
Der Schwarzwaldmaler Wilhelm Hasemann hat die Fahrt der Flößer durch die Hölle in Bildern festgehalten.

### Bergbau im Heubachtal

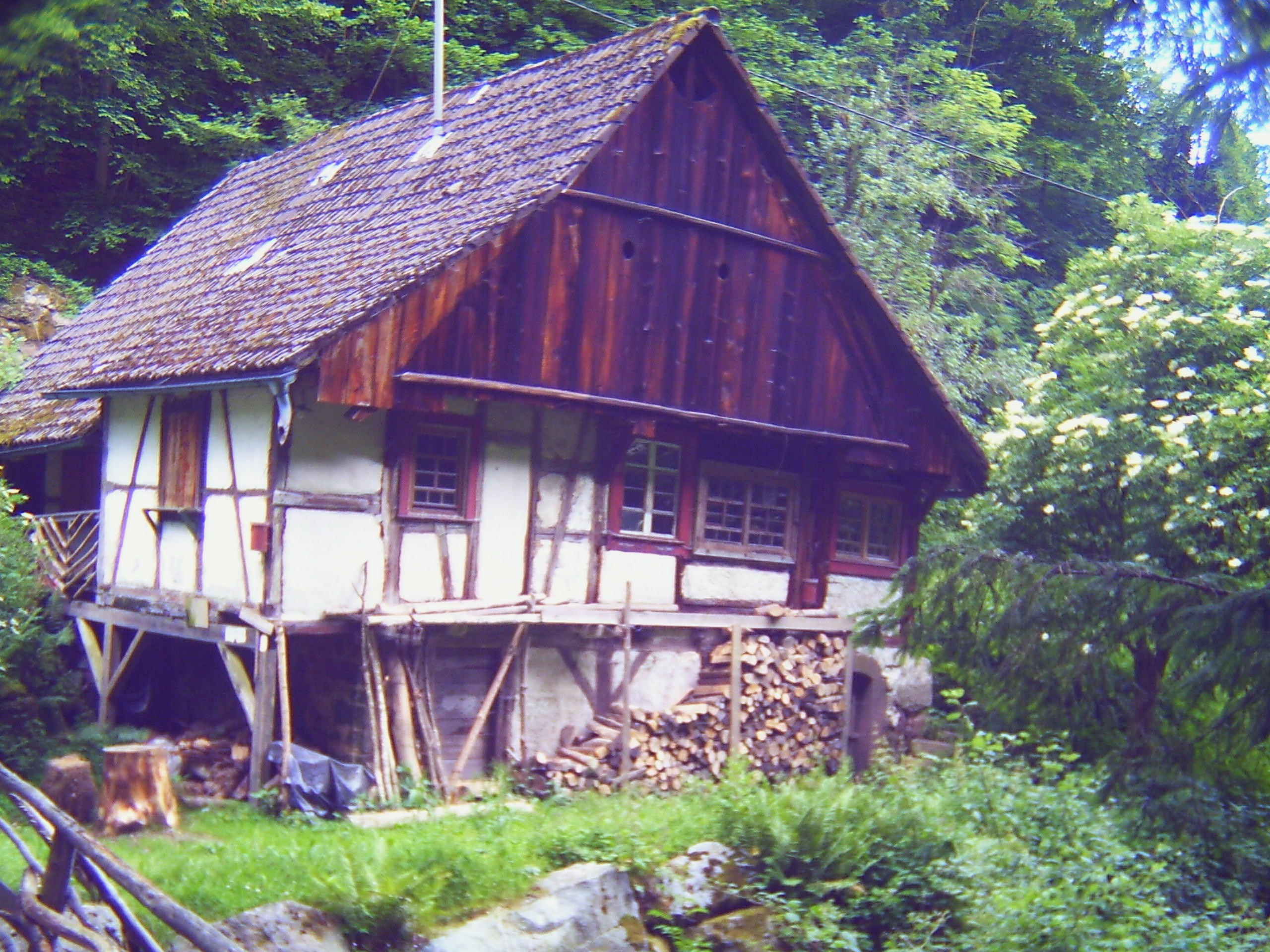
Das "Pfaffenhäusle" – fast verstecktes bäuerliches Kleinod im Heubach

Im Heubachtal befand sich die Grube St. Anton. Hier wurden Silber und Cobalt abgebaut. Die Bergmänner stammten aus Tirol. Der Familienname Mantel im Tal stammt von diesen Bergleuten ab. In der ehemaligen Grube befindet sich seit 1972 ein geowissenschaftliches Observatorium der Universitäten Karlsruhe und Stuttgart. Hier werden Veränderungen und Deformationen des Erdkörpers erfasst, z. B. Erdbebenmessungen, Luftdruckschwankungen, breitbandige Variationen des Erdmagnetfeldes.

## Wanderwege
Durch das Tal führt ein Abschnitt des Wanderweges Hansjakobweg I.